# Meesterklasse 1999/2000
In der Meesterklasse 1999/2000 wurde die 77. niederländische Mannschaftsmeisterschaft im Schach ausgespielt. Niederländischer Mannschaftsmeister wurde Panfox/De Variant Breda, der seinen fünften Titel in Folge gewann.
Zu den gemeldeten Mannschaftskader siehe Mannschaftskader der Meesterklasse 1999/2000.

## Modus
Die 10 teilnehmenden Mannschaften spielten in der Vorrunde ein einfaches Rundenturnier. Die beiden Letzten stiegen in die Klasse 1 ab, die ersten Vier qualifizierten sich für das Play-off. Das Play-off wurde im K.-o.-System ausgetragen, es wurden alle vier Plätze ausgespielt.

## Spieltermine
Die Wettkämpfe der Vorrunde wurden ausgetragen am 5., 6., 26. und 27. Februar, 18. und 19. März, 29. und 30. April und 20. Mai 2000. Die Play-off-Wettkämpfe fanden am 1. und 2. Juni 2000 in Breda statt.

## Vorrunde
Schon vor der letzten Runde standen mit dem Titelverteidiger Panfox/De Variant Breda, der Hilversums Schaakgenootschap, Magnus/BSG drei Play-off-Teilnehmer fest, während ESGOO Enschede und der SV Zukertort Amstelveen den vierten Platz unter sich ausmachten. Durch einen Sieg gegen Bussum erreichte Enschede den vierten Platz, so dass die gleichen Vereine wie im Vorjahr das Play-off erreichten. Aus der Klasse 1 waren Rotterdam und die Leidsch Schaakgenootschap aufgestiegen. Beide Aufsteiger erreichten den Klassenerhalt, absteigen mussten hingegen der Schaakclub Groningen und Utrecht.

### Abschlusstabelle
| Pl.  | Verein                        | Sp | G | U | V | MP   | Brett-P.  |
| ---- | ----------------------------- | -- | - | - | - | ---- | --------- |
| 01.  | Panfox/De Variant Breda (M)   | 9  | 9 | 0 | 0 | 18:0 | 65,5:24,5 |
| 02.  | Hilversums Schaakgenootschap  | 9  | 7 | 0 | 2 | 14:4 | 57,5:32,5 |
| 03.  | Magnus/BSG                    | 9  | 6 | 0 | 3 | 12:6 | 50,0:40,0 |
| 04.  | ESGOO Enschede                | 9  | 4 | 2 | 3 | 10:8 | 45,5:44,5 |
| 05.  | SV Zukertort Amstelveen       | 9  | 4 | 0 | 5 | 8:10 | 42,5:47,5 |
| 06.  | Rotterdam (N)                 | 9  | 3 | 1 | 5 | 7:11 | 40,5:49,5 |
| 07.  | Leidsch Schaakgenootschap (N) | 9  | 2 | 2 | 5 | 6:12 | 42,5:47,5 |
| 08.  | SMB Nijmegen                  | 9  | 3 | 0 | 6 | 6:12 | 36,5:53,5 |
| 09.  | Schaakclub Groningen          | 9  | 2 | 1 | 6 | 5:13 | 38,5:51,5 |
| 010. | Utrecht                       | 9  | 1 | 2 | 6 | 4:14 | 31,0:59,0 |

### Entscheidungen
|     | Teilnehmer am Play-off: Panfox/De Variant Breda, Hilversums Schaakgenootschap, Magnus/BSG, ESGOO Enschede |
|     | Absteiger in die Klasse 1: Schaakclub Groningen, Utrecht                                                  |
| (M) | Meister der letzten Saison                                                                                |
| (N) | Aufsteiger der letzten Saison                                                                             |

### Kreuztabelle
| Ergebnisse | Ergebnisse                   | 01. | 02. | 03. | 04. | 05. | 06. | 07. | 08. | 09. | 010. |
| ---------- | ---------------------------- | --- | --- | --- | --- | --- | --- | --- | --- | --- | ---- |
| 01.        | Panfox/De Variant Breda      |     | 6½  | 6½  | 8   | 6½  | 8   | 6   | 7   | 8   | 9    |
| 02.        | Hilversums Schaakgenootschap | 3½  |     | 7½  | 7   | 7   | 5½  | 7   | 8½  | 4½  | 7    |
| 03.        | Magnus/BSG                   | 3½  | 2½  |     | 2   | 6   | 7½  | 6½  | 7   | 6½  | 8½   |
| 04.        | ESGOO Enschede               | 2   | 3   | 8   |     | 6½  | 6   | 5   | 5½  | 4½  | 5    |
| 05.        | SV Zukertort Amstelveen      | 3½  | 3   | 4   | 3½  |     | 6   | 5½  | 3½  | 6½  | 7    |
| 06.        | Rotterdam                    | 2   | 4½  | 2½  | 4   | 4   |     | 5   | 7½  | 5½  | 5½   |
| 07.        | Leidsch Schaakgenootschap    | 4   | 3   | 3½  | 5   | 4½  | 5   |     | 4   | 5½  | 8    |
| 08.        | SMB Nijmegen                 | 3   | 1½  | 3   | 4½  | 6½  | 2½  | 6   |     | 5½  | 4    |
| 09.        | Schaakclub Groningen         | 2   | 5½  | 3½  | 5½  | 3½  | 4½  | 4½  | 4½  |     | 5    |
| 10.        | Utrecht                      | 1   | 3   | 1½  | 5   | 3   | 4½  | 2   | 6   | 5   |      |

## Play-off

### Übersicht
|  | Halbfinale                   | Halbfinale              |                |    | Finale | Finale |
|  |                              |                         |                |    |        |        |
|  | ESGOO Enschede               | 1½                      |                |    |        |        |
|  | Panfox/De Variant Breda      | 8½                      |                |    |        |        |
|  |                              |                         |                |    |        |        |
|  |                              |                         |                |    |        |        |
|  | Hilversums Schaakgenootschap | 3½                      |                |    |        |        |
|  |                              | Panfox/De Variant Breda | 6½             |    |        |        |
|  |                              |                         |                |    |        |        |
|  | 3. Platz                     |                         |                |    |        |        |
|  |                              |                         | Magnus/BSG     | 6½ |        |        |
|  | Magnus/BSG                   | 4½                      | ESGOO Enschede | 3½ |        |        |
|  | Hilversums Schaakgenootschap | 5½                      |                |    |        |        |

### Halbfinale
Im Halbfinale trafen in einem Wettkampf der Vorrunde-Vierte Enschede auf den Vorrunden-Sieger Breda und im anderen Wettkampf mit Hilversum und Bussum der Zweite und Dritte der Vorrunde aufeinander. Während sich Breda deutlich durchsetzte, fiel der Sieg Hilversums nur knapp aus.
| ESGOO              | Panfox/De Variant Breda | Ergebnis |
| ------------------ | ----------------------- | -------- |
| Gerhard Schebler   | Loek van Wely           | 0:1      |
| Michael Hoffmann   | Michael Adams           | 0:1      |
| Daniel Hausrath    | Jan Timman              | 0:1      |
| Oscar Lemmers      | Ivan Sokolov            | 0:1      |
| Matthias Thesing   | Joël Lautier            | 0:1      |
| Frank Kroeze       | Michail Gurewitsch      | 0:1      |
| Dirk Hennig        | Sergej Movsesjan        | ½:½      |
| Michael Feygin     | Rafael Vaganian         | ½:½      |
| Christof Sielecki  | John van der Wiel       | ½:½      |
| Michiel van Wissen | Erik van den Doel       | 0:1      |

| Magnus/BSG         | Hilversum SG         | Ergebnis |
| ------------------ | -------------------- | -------- |
| Alexei Barsov      | Ljubomir Ljubojević  | 0:1      |
| Vladimir Chuchelov | Jeroen Piket         | 0:1      |
| Igor Glek          | Leon Pliester        | 1:0      |
| Jeroen Bosch       | Paul van der Sterren | ½:½      |
| Dorian Rogozenco   | Matthew Sadler       | ½:½      |
| Dimitri Reinderman | Friso Nijboer        | 0:1      |
| Kick Langeweg      | Yona Kosashvili      | ½:½      |
| Hans Ree           | Rudy Douven          | ½:½      |
| Li Riemersma       | Zsófia Polgár        | 1:0      |
| Bruno Carlier      | Ian Rogers           | ½:½      |

### Finale und Spiel um Platz 3
Während sich im Spiel um Platz 3 Bussum mit einem 6½:3½ für die Vorrundenniederlagen revanchierte, verteidigte Breda in der Neuauflage des Vorjahresfinales mit dem gleichen Ergebnis den Titel.
| Hilversum SG         | Panfox/De Variant Breda | Ergebnis |
| -------------------- | ----------------------- | -------- |
| Ian Rogers           | Loek van Wely           | 0:1      |
| Paul van der Sterren | Jan Timman              | ½:½      |
| Ljubomir Ljubojević  | Michael Adams           | ½:½      |
| Matthew Sadler       | Joël Lautier            | ½:½      |
| Friso Nijboer        | Ivan Sokolov            | 0:1      |
| Jeroen Piket         | Sergej Movsesjan        | ½:½      |
| Rudy Douven          | Rafael Vaganian         | 0:1      |
| Zsófia Polgár        | Michail Gurewitsch      | ½:½      |
| Yona Kosashvili      | Erik van den Doel       | ½:½      |
| Joris Brenninkmeijer | John van der Wiel       | ½:½      |

| Magnus/BSG         | ESGOO              | Ergebnis |
| ------------------ | ------------------ | -------- |
| Vladimir Chuchelov | Daniel Hausrath    | ½:½      |
| Dorian Rogozenco   | Michael Feygin     | 1:0      |
| Jeroen Bosch       | Oscar Lemmers      | ½:½      |
| Igor Glek          | Michael Hoffmann   | 1:0      |
| Dimitri Reinderman | Matthias Thesing   | ½:½      |
| Alexei Barsov      | Dirk Hennig        | ½:½      |
| Li Riemersma       | Gerhard Schebler   | ½:½      |
| Hans Ree           | Frank Kroeze       | 1:0      |
| Kick Langeweg      | Christof Sielecki  | 0:1      |
| Bruno Carlier      | Michiel van Wissen | 1:0      |

### Entscheidungen
|  | Niederländischer Mannschaftsmeister: Panfox/De Variant Breda |

## Die Meistermannschaft
| 1.            | Panfox/De Variant Breda |
| Schachfiguren | Michael Adams, Ivan Sokolov, Jan Timman, Michail Gurewitsch, Loek van Wely, Rafael Vaganian, Joël Lautier, John van der Wiel, Erik van den Doel, Manuel Bosboom, Frans Cuijpers, Marinus Kuijf, Albert Blees, Johannes van Mil, Ruud Janssen, Jop Delemarre, Joost Hoogendoorn, Robert Klomp, Sergej Movsesjan. |